# George Nash
George Christopher Nash (Guildford, 2 de outubro de 1989) é um remador britânico, campeão olímpico.

## Carreira
Nash competiu nos Jogos Olímpicos de 2012 e 2016. Em Londres disputou a prova do dois sem com William Satch, conquistando a medalha de bronze. Quatro anos depois sagrou-se campeão olímpico com a equipe da Grã-Bretanha do quatro sem, no Rio de Janeiro.